# Станьково (Смоленская область)
Станьково — деревня в Починковском районе Смоленской области России. Входит в состав Ленинского сельского поселения. Население — 24 жителя (2007 год). 
Расположена в центральной части области в 16 км к северо-востоку от Починка, в 15 км восточнее автодороги А141 Орёл — Витебск, на берегу реки Ливна. В 6 км западнее деревни расположена железнодорожная станция Панская на линии Смоленск — Рославль. 

## История
В годы Великой Отечественной войны деревня была оккупирована гитлеровскими войсками в июле 1941 года, освобождена в сентябре 1943 года.